# Pachylia
Pachylia is een geslacht van vlinders uit de onderfamilie Macroglossinae van de familie pijlstaarten (Sphingidae).

## Soorten
- Pachylia darceta Druce, 1881
- Pachylia ficus (Linnaeus, 1758)
- Pachylia syces (Hubner, 1819)

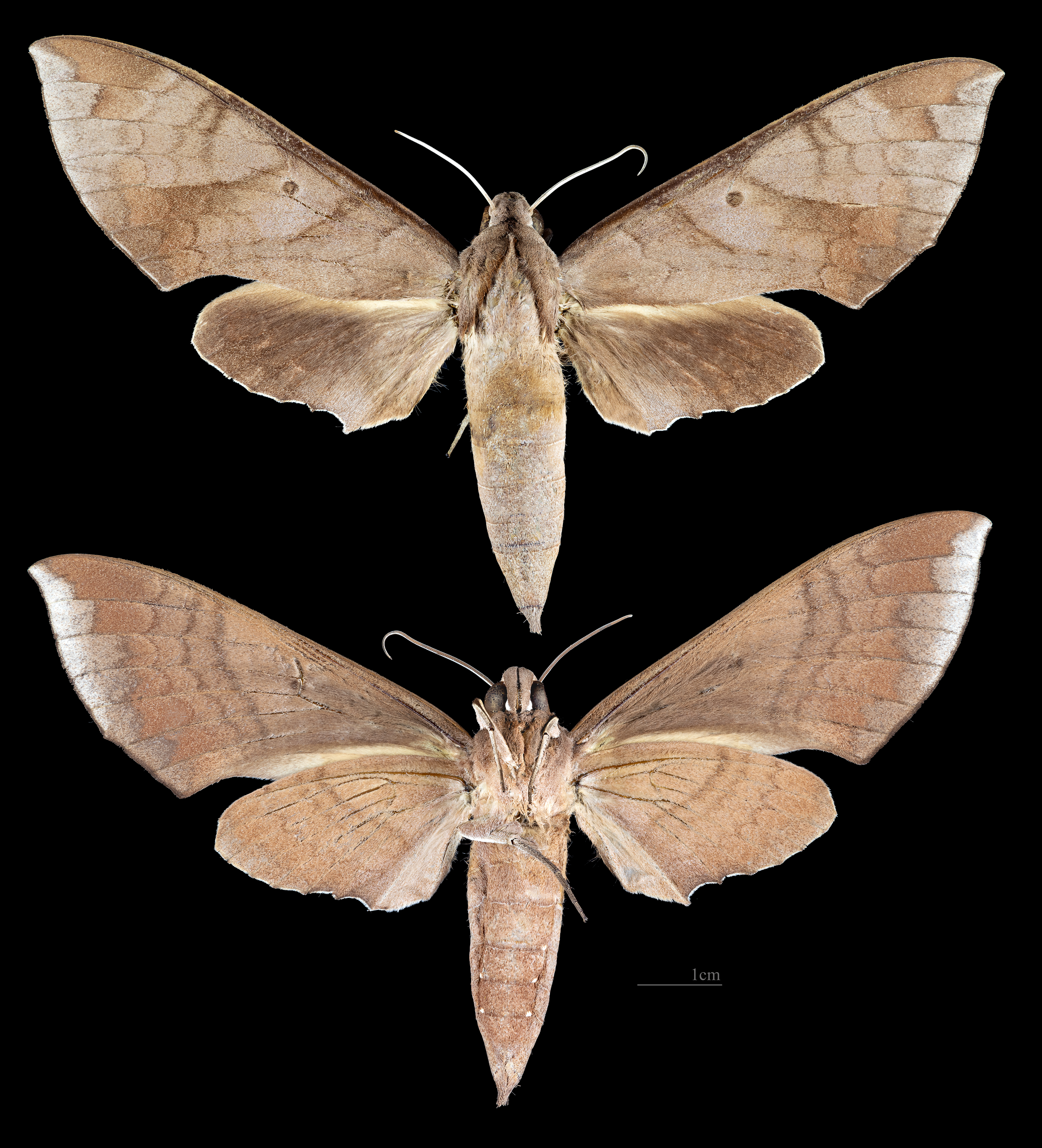
Pachylia darceta
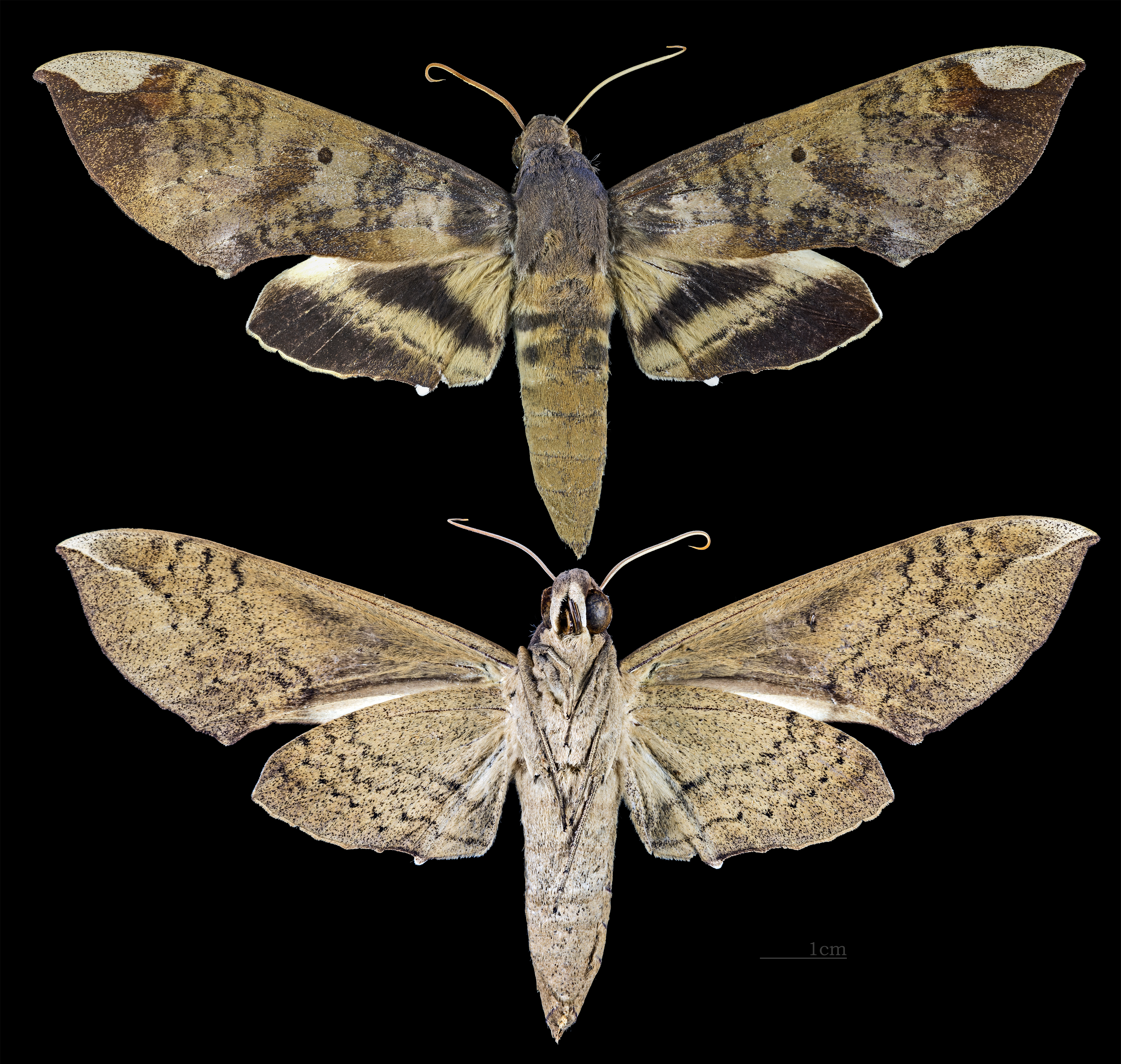
Pachylia ficus
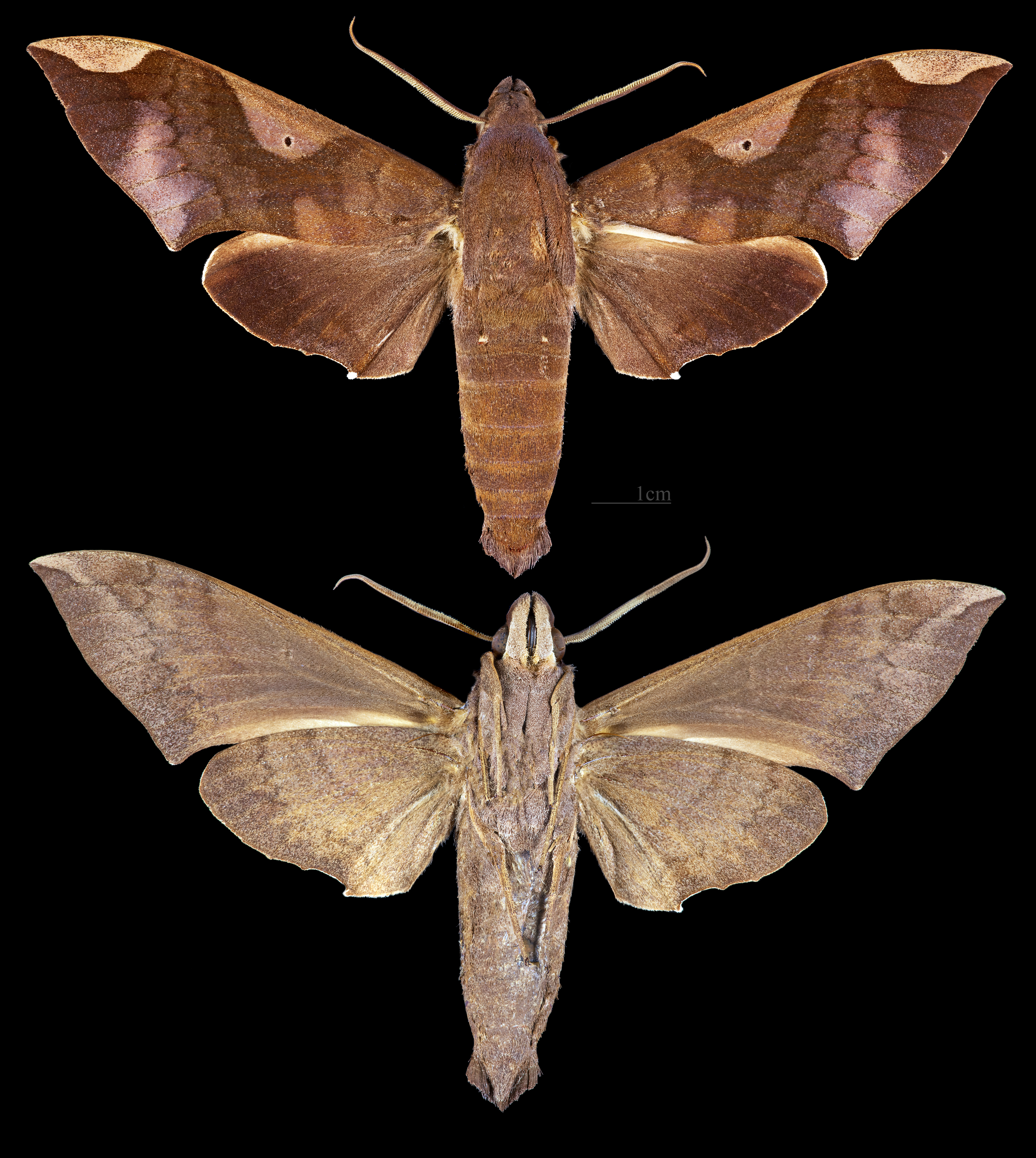
Pachylia syces